# David Brine
David Brine (* 6. Januar 1985 in Truro, Nova Scotia, Kanada) ist ein ehemaliger kanadischer Eishockeyspieler mit kroatischer Staatsbürgerschaft, der zuletzt bei Újpesti TE in der Erste Liga unter Vertrag stand.

## Karriere
David Brine begann seine Karriere als Eishockeyspieler in verschiedenen kanadischen Nachwuchsmannschaften. Von 2003 bis 2006 spielte er bei den Halifax Mooseheads in der Ligue de hockey junior majeur du Québec, einer der drei großen kanadischen Juniorenligen. Bereits 2001 hatten die Québec Remparts ihn beim QMJHL Entry Draft in der fünften Runde als insgesamt 68. Spieler gezogen, ohne ihn aber zu verpflichten. Gegen Ende der Spielzeit 2005/06 wechselte er zu Manitoba Moose in die American Hockey League. Die folgenden vier Jahre spielte er überwiegend bei den Rochester Americans ebenfalls in der AHL, wurde aber auch bei den Florida Everblades in der ECHL eingesetzt. In der Spielzeit 2007/08 kam er auch zu neun Einsätzen bei den Florida Panthers in der National Hockey League. Nach einem weiteren AHL-Jahr bei San Antonio Rampage, wechselte er nach Europa und spielte 2011 bis 2013 beim KHL Medveščak Zagreb in der Österreichischen Eishockey-Liga, wurde aber auch in den Playoffs der kroatischen Eishockeyliga eingesetzt und dort 2012 und 2013 kroatischer Meister. Nach einem Jahr bei High1 in der Asia League Ice Hockey kehrte er 2014 nach Europa zurück. Dort spielte er dann in Dänemark, Deutschland und Italien. 2015/16 spielte er für die Löwen Frankfurt in der DEL2. Anschließend wechselte er zu den Cardiff Devils, mit denen er 2017 die Hauptrunde der Elite Ice Hockey League und damit die britische Meisterschaft sowie den Challenge Cup gewann.
Im Frühsommer 2017 kehrte er zum Medveščak Zagreb zurück und spielte bis Dezember 2018 für Zagreb in der EBEL. Aufgrund finanzieller Probleme des Vereins verließ Brine den Klub am 20. Dezember 2018 und wechselte zu Újpesti TE in die Erste Liga.
2019 beendete er mit 34 Jahren seine Karriere und entschied sich als Trainer dem Eishockeysport weiterhin verbunden zu bleiben.

### International
Nach seiner Einbürgerung nach Kroatien kam Brine erstmals bei der Weltmeisterschaft 2016 in der Division I in der kroatischen Eishockeynationalmannschaft zum Einsatz. Auch 2017 und 2018 spielte er für den Balkanstaat in der Division I.

## Erfolge und Auszeichnungen
- 2006 Trophée Guy Carbonneau
- 2012 Kroatischer Meister mit dem KHL Medveščak Zagreb
- 2013 Kroatischer Meister mit dem KHL Medveščak Zagreb
- 2017 Britischer Meister und Gewinn des Challenge Cups mit den Cardiff Devils